# Louise-Gueury-Straße 398 (Mönchengladbach)

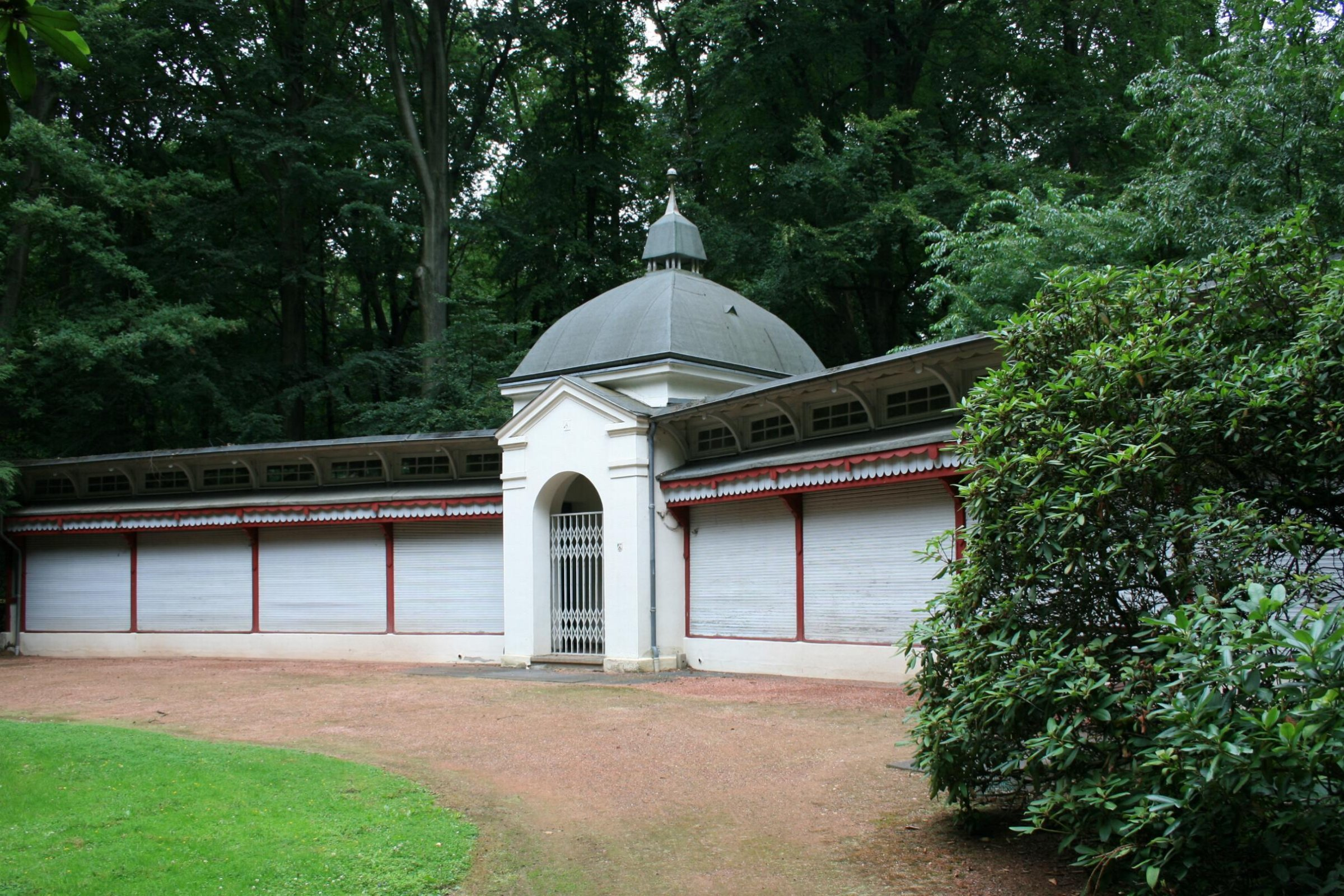
Liegehalle (2011)

Die Liegehalle  Louise-Gueury-Straße 398 steht im Stadtteil Hardter Wald in Mönchengladbach (Nordrhein-Westfalen).
Das Gebäude wurde 1907/08 erbaut. Es wurde unter Nr. L 029 am 7. September 1988 in die Denkmalliste der Stadt Mönchengladbach eingetragen.

## Lage
Die Wahl des Bauplatzes für die Städt. Lungenheilanstalt bedurfte aufgrund der besonderen Anforderungen genauer Planung. So fand sich ein passendes Gelände, etwa fünf Kilometer westlich des Stadtkerns, im Hardter Wald, wo insgesamt vier größere Bauten errichtet wurden. Heilstätte mit Verwaltungsgebäude, Wohlfahrtsstelle für Lungenkranke, Walderholungsstätte und Waldschule.

## Architektur
Die Liegehalle gehört zur Louise-Gueury-Stiftung. Das in einer Holzkonstruktion errichtete Gebäude liegt auf einer Lichtung nördlich des Klinikhauptgebäudes. Die ca. 20 Personen fassende Liegehalle wurde um 1907/08 in nordischer Holzbauweise errichtet. Die Halle ist ein langgestreckter, von der Mitte her abgewinkelter Bau mit einem abschließenden Pultdach. Ein kleiner, von einem Glockendach (mit Glockenaufsatz) überdeckter Pavillon markiert die Mitte der Anlage. Zur Vorderseite hin wird die Liegehalle durch Holzjalousien geschlossen. Der Dachstuhl wurde in ungewöhnlicher Konstruktion mit gekreuzten Streben zur inneren Aussteifung errichtet.